# Dhaulagiri
Dhaulagiri er den syvende højeste bjergtop i verden, og ligger længst mod øst i Dhaulagiri Himal-kæden i Himalaya, nord for centrale Nepal. Bjerget er 8.167 moh. Navnet Dhaulagiri betyder «Hvidt fjeld».
Administrativt ligger det i den nordlige del af Myagdi distrikt, Dhaualagiri zone i Nepals Vestregion.
Da bjerget blev opdaget af den vestlige verden i 1808 troede man at Dhaulagiri var det højeste bjerg i verden. Dhaulagiri havde status som verdens højeste i over 30 år, indtil man opdagede Kanchenjunga.
Dhaulagiri blev besteget første gang 13. maj 1960 af en ekspedition fra Østrig og Schweiz bestående af Kurt Diemberger, Peter Diener, Ernst Forrer, Albin Schelbert, Nyima Dorji og Nawang Dorji. Det var også første gang en bestigning i Himalaya blev støttet af fly. Flyet, en Pilatus PC-6, styrtede under forsøget og blev senere efterladt på bjerget.
Den 16. maj 1998 døde den erfarne franske klatrer Chantal Mauduit i et sneskred under et forsøg på at nå toppen af Dhaulagiri.
Den 24. oktober 1999 skete en lignende ulykke da den erfarne engelske klatrer Ginette Harrison blev dræbt i et sneskred under et forsøg på at nå toppen.